# Monocentrus ndiguili
Monocentrus ndiguili är en insektsart som beskrevs av Boulard 1971. Monocentrus ndiguili ingår i släktet Monocentrus och familjen hornstritar. Inga underarter finns listade i Catalogue of Life.